# Microregione di Itabaiana
Itabaiana è una microregione dello Stato di Paraíba in Brasile, appartenente alla mesoregione di Agreste Paraibano.

## Comuni
Comprende 9 comuni:
- Caldas Brandão
- Gurinhém
- Ingá
- Itabaiana
- Itatuba
- Juarez Távora
- Mogeiro
- Riachão do Bacamarte
- Salgado de São Félix